# Chiostrino dei Voti

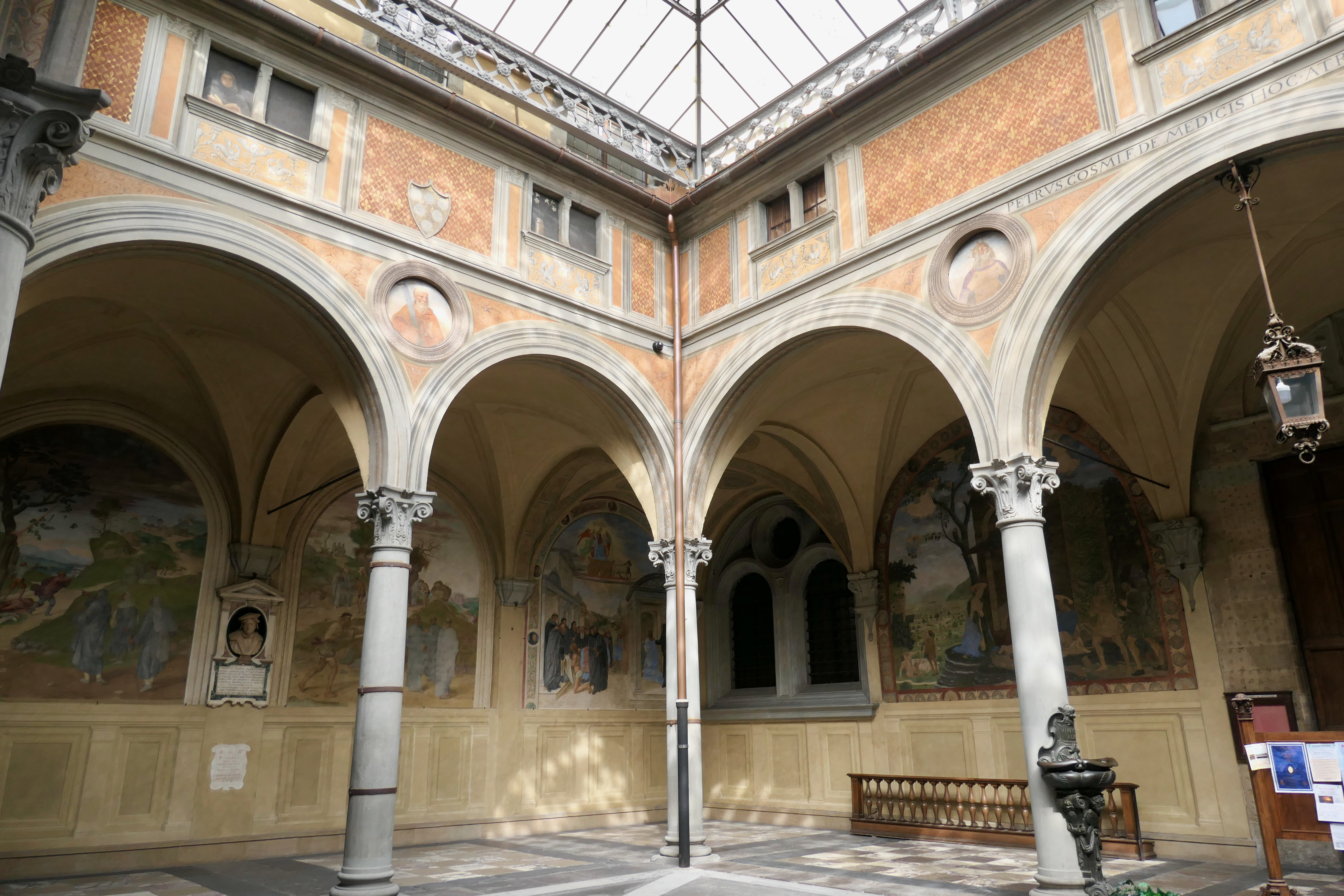
Chiostrino dei voti

Il Chiostrino dei Voti è un cortile porticato antistante la basilica della Santissima Annunziata a Firenze. Vi si trova un importante ciclo di affreschi nelle lunette, dipinto da importanti maestri a cavallo fra Quattro e Cinquecento: in particolare vi lavorarono negli anni dieci del secolo tutti i più grandi "nuovi maestri" che avrebbero poi dato origine al Manierismo: Andrea del Sarto, Pontormo, Rosso Fiorentino.

## Storia

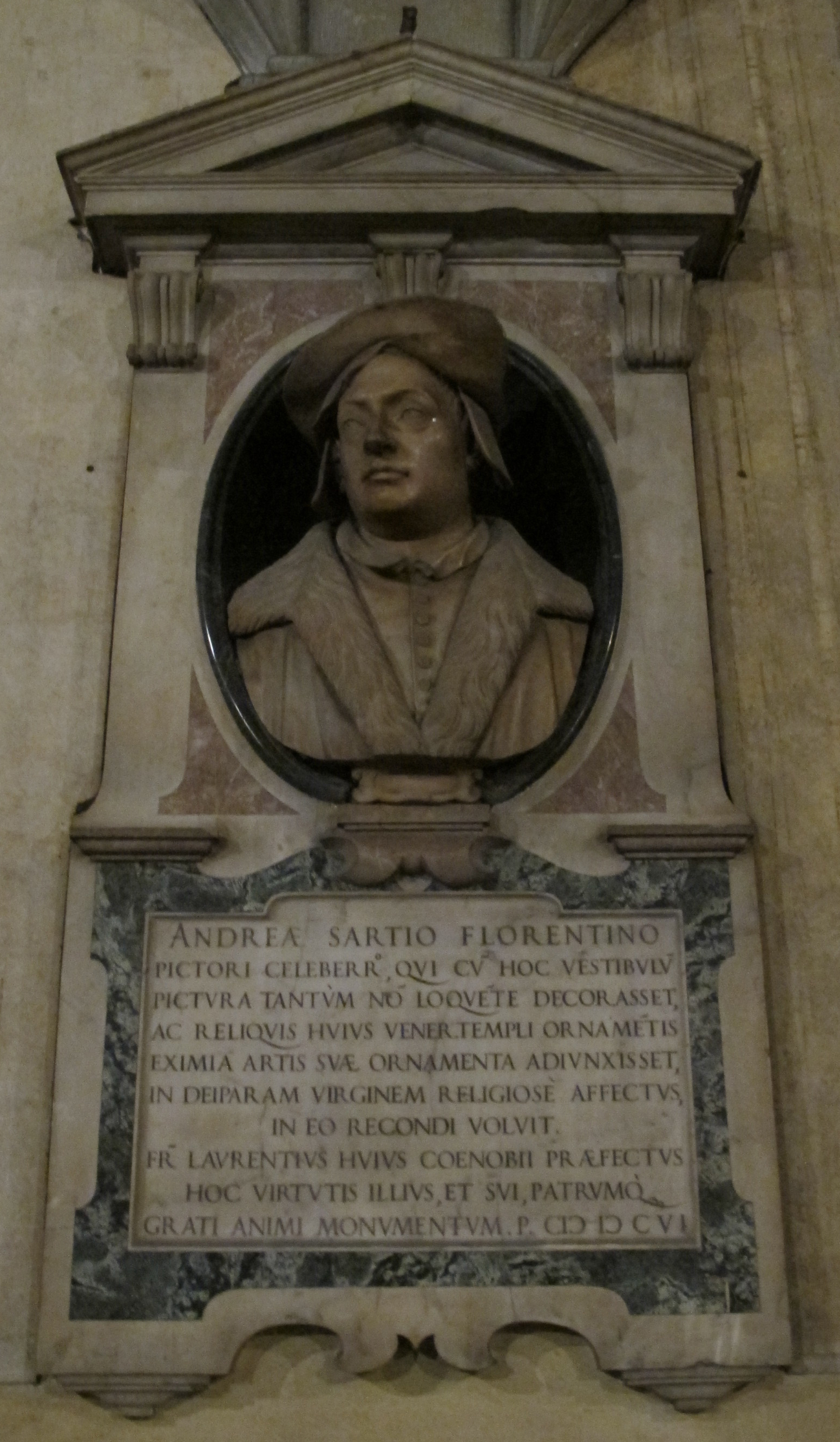
Giovanni Caccini, busto di Andrea del Sarto

L'architettura del cosiddetto "chiostrino" fu iniziata nel 1447 su disegno di Michelozzo. A partire dal 1460 ne fu avviata la decorazione ad affresco delle lunette, grazie alla sovvenzione delle offerte dei fedeli. La decorazione procedette estremamente lenta, dovendo aspettare sedici anni tra la prima lunetta, l'Adorazione dei pastori del Baldovinetti, e la seconda, la Vocazione di san Filippo Benizi di Cosimo Rosselli. Solo dal 1509 i lavori presero una decisa impennata, con l'attività di Andrea del Sarto che completò nel giro di due anni le Storie di san Filippo Benizi.
Si ripresero poi le Storie di Maria, sempre a opera del Sarto, con il Viaggio dei Magi (1511), a cui seguì una nuova pausa. La volontà di Leone X di concedere al santuario dell'Annunziata il prestigioso titolo di Giubileo perpetuo fece sì che nel 1513 si riprendessero con fervore le decorazioni, chiamando un gruppo di artisti più nutrito. Si aggiunse così il Franciabigio, che nel 1513 eseguì lo Sposalizio della Vergine, opera mutilata dallo stesso artista nel volto di Maria, offeso dai frati che erano andati a sbirciarne il lavoro prima che fosse completo. Il Sarto completò la Nascita della Vergine nel 1514 e l'8 settembre di quell'anno avvennero i solenni festeggiamenti per la concessione del privilegio giubiliare.
L'anno successivo Andrea del Sarto affidò la decorazione delle due lunette rimanenti a due suoi promettenti allievi, il Pontormo, che dipinse nel 1516 la Visitazione, e Rosso Fiorentino, che ridipinse l'Assunzione di Maria su indicazioni del maestro nel 1517, dopo che una sua prima versione, realizzata nel 1513-1514, era stata rifiutata dai committenti.
La stretta collaborazione tra gli artisti impegnati nella decorazione ha fatto parlare di una "Scuola della Santissima Annunziata", fucina della maniera fiorentina, contrapposta alla "Scuola di San Marco" facente capo a Fra Bartolomeo e Mariotto Albertinelli.
Tra il 1656 e il 1687 il chiostro, in corrispondenza di una lunetta vuota, ospitò l'Armadio degli Argenti di Beato Angelico. In seguito divenne d'uso collocarvi le offerte dei fedeli, comprendenti le immagini dipinte e scolpite come ex voto.
Nel corso dei secoli il Chiostro dei Voti subì diversi restauri. Leopoldo II di Toscana fece chiudere l'ambiente con una struttura di ferro e vetro, in modo da proteggere gli affreschi dalle intemperie. Restauri si sono susseguiti nel 1857, nel 1885 e nel 1912. A partire dal 1957 e fino al 1964-1965 si è proceduto allo stacco degli affreschi, che limitò, in un certo senso, i danni dell'alluvione del 1966. Un intervento di consolidamenmto della pellicola pittorica degli affreschi si è avuto nel 1980, mentre una completa campagna di restauro si è conclusa nel 2018.

## Descrizione

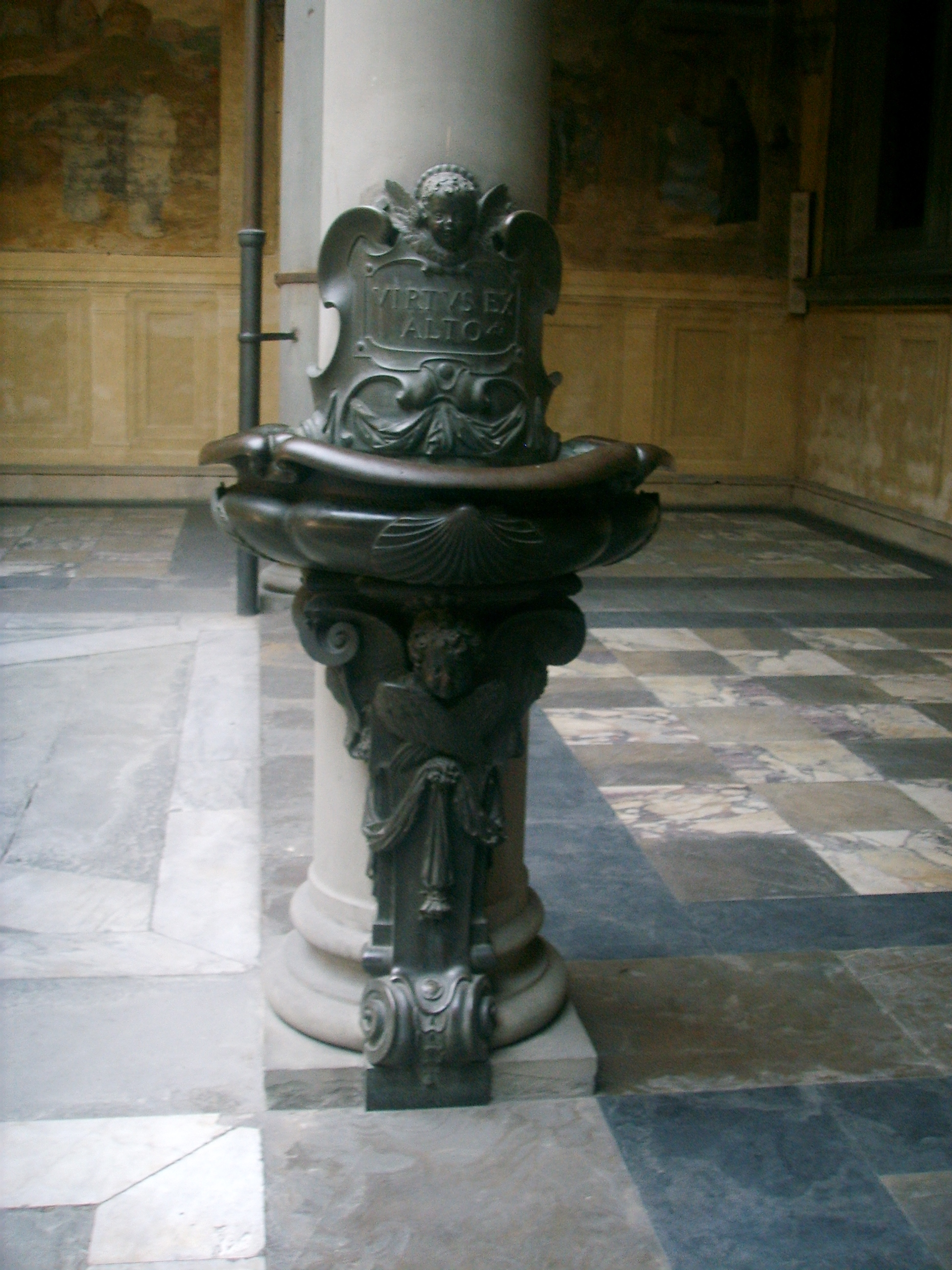
Acquasantiera

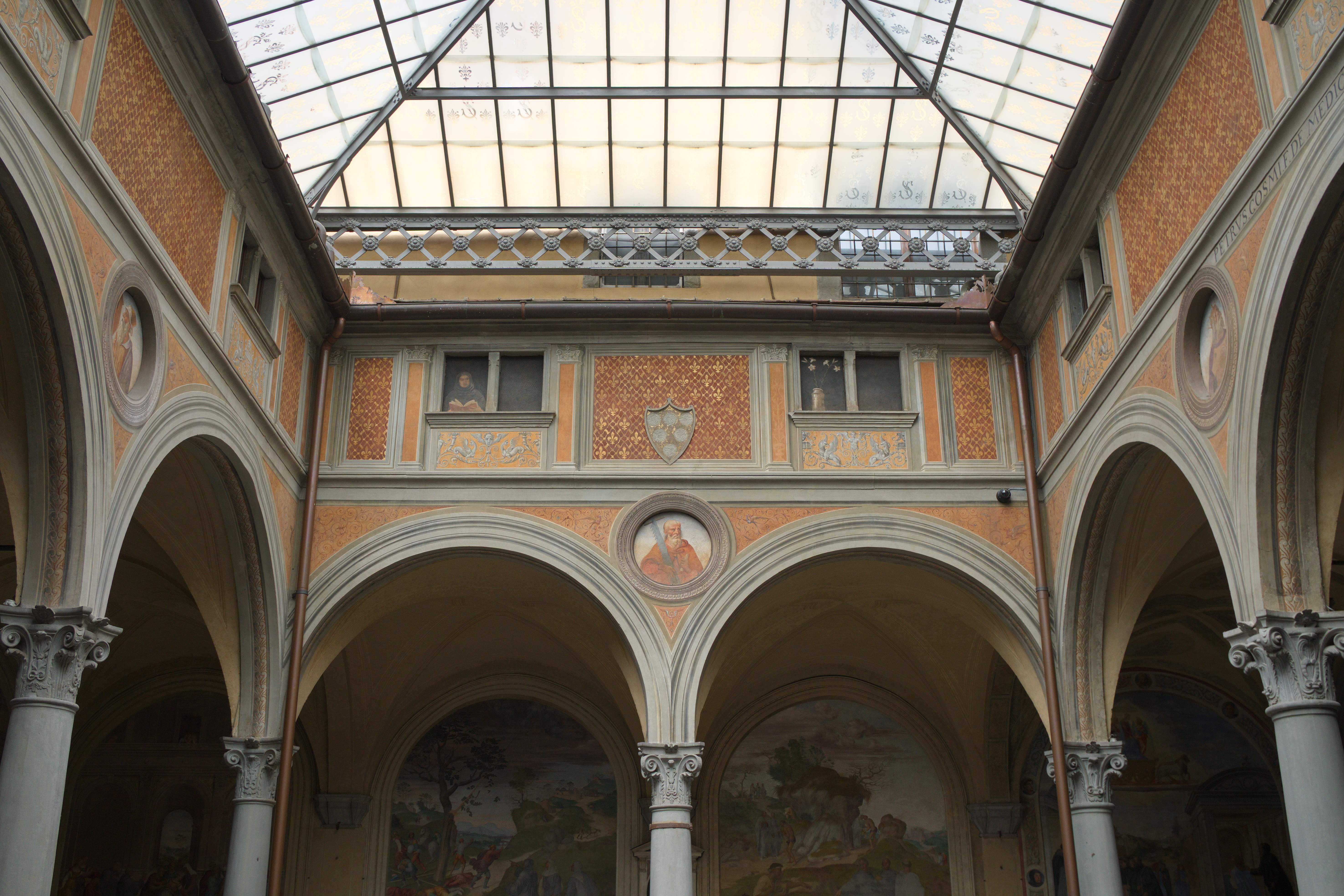
Pittura murale d'Andrea Feltrino, 1510–14

Il "chiostrino" non è un chiostro in senso stretto (non è al centro degli ambienti del monastero), ma piuttosto un atrio che ne ricorda le forme per i quattro lati porticati con archi a tutto sesto retti da colonne con capitelli corinzi e volte a crociera, che generano sulle pareti sedici lunette, di cui dodici affrescate. Il nome dell'ambiente deriva dagli ex voto che un tempo erano qui raccolti ed esposti. Si andava da quadretti a statue vere e proprie, di legno, di gesso decorate o di cera, che arrivarono a riempire ogni spazio disponibile, ma vennero tolti dalla sede e distrutti definitivamente nel 1785, sembra per suggerimento del granduca giansenista Pietro Leopoldo di Lorena.
La marmorea Madonna col Bambino è invece attribuita a Michelozzo. La porta su questo lato è l'entrata laterale dell'oratorio di San Sebastiano.
Nella parete del lato sinistro, tra le lunette 2 e 3, si trova il busto di Andrea del Sarto opera di Giovanni Caccini. Nel lato destro, in una delle due lunette centrali vuote, si trovavano un tempo gli sportelli dell'Armadio degli argenti di Beato Angelico, spostati dalla Cappella della Madonna nel 1656 e oggi nel Museo di San Marco, che vi rimase fino al 1687, per proteggerli dalle intemperie. Qui oggi si vedono un altorilievo della Madonna della Neve, attribuito a Luca della Robbia e qui collocato nel 1923, e la porta dell'oratorio di san Sebastiano.
La decorazione a stemmi, gigli e grottesche fu fatta fare da Piero di Cosimo de' Medici. I sei medaglioni dei Profeti, su una volta, sono attribuiti ad Andrea Feltrini tra il 1510 e il 1514.
Le due acquasantiere di bronzo sulle colonne davanti all'entrata principale della chiesa furono eseguite da Francesco Susini nel (1615). La copertura in vetro e ferro risale alla seconda metà del XIX secolo.

### Affreschi
Notissimi sono i pregevoli affreschi che ne decorano le pareti, che dopo l'Alluvione di Firenze del 4 novembre 1966 furono staccati, restaurati e infine ricollocati. Essi narrano le storie della Vita di Maria e quelle di san Filippo Benizi, il primo frate dell'Ordine dei Servi di Maria, ad essere canonizzato (morto nel 1285), propagatore del culto alla Vergine e dell'Ordine in Italia e al di là delle Alpi. Questo spiega la scelta dei soggetti scelti: le storie di san Filippo Benizzi, si spiegano perché fu il più venerato servita assieme ai sette santi fondatori,  mentre le storie di Maria, perché è la titolare della chiesa. I numeri nell'elenco delle lunette si riferiscono al loro ordine da sinistra verso destra, per chi entra dalla piazza, considerando le sole affrescate.
Elenco delle lunette
| n° | Img | Autore              | h cm | l cm | Storie         | Soggetto                                                   | Anno      |
| -- | --- | ------------------- | ---- | ---- | -------------- | ---------------------------------------------------------- | --------- |
| 01 |     | Cosimo Rosselli     | 364  | 303  | Filippo Benizi | Vocazione di san Filippo Benizi                            | 1476      |
| 02 |     | Andrea del Sarto    | 380  | 321  | Filippo Benizi | San Filippo risana un lebbroso                             | 1509-1510 |
| 03 |     | Andrea del Sarto    | 360  | 304  | Filippo Benizi | Punizione dei bestemmiatori                                | 1510      |
| 04 |     | Andrea del Sarto    | 364  | 300  | Filippo Benizi | Liberazione di una indemoniata                             | 1509-1510 |
| 05 |     | Andrea del Sarto    | 362  | 306  | Filippo Benizi | Morte di san Filippo Benizi e resurrezione di un fanciullo | 1510      |
| 06 |     | Andrea del Sarto    | 386  | 380  | Filippo Benizi | Devozione dei fiorentini alle reliquie di san Filippo      | 1510      |
| 07 |     | Andrea del Sarto    | 410  | 340  | Maria          | Natività della Vergine                                     | 1513-1514 |
| 08 |     | Alesso Baldovinetti | 390  | 488  | Maria          | Adorazione dei pastori                                     | 1463      |
| 09 |     | Andrea del Sarto    | 407  | 321  | Maria          | Viaggio dei Magi                                           | 1511      |
| 10 |     | Franciabigio        | 385  | 321  | Maria          | Sposalizio della Vergine                                   | 1513      |
| 11 |     | Pontormo            | 392  | 337  | Maria          | Visitazione                                                | 1514-1516 |
| 12 |     | Rosso Fiorentino    | 385  | 337  | Maria          | Assunzione della Vergine                                   | 1517      |

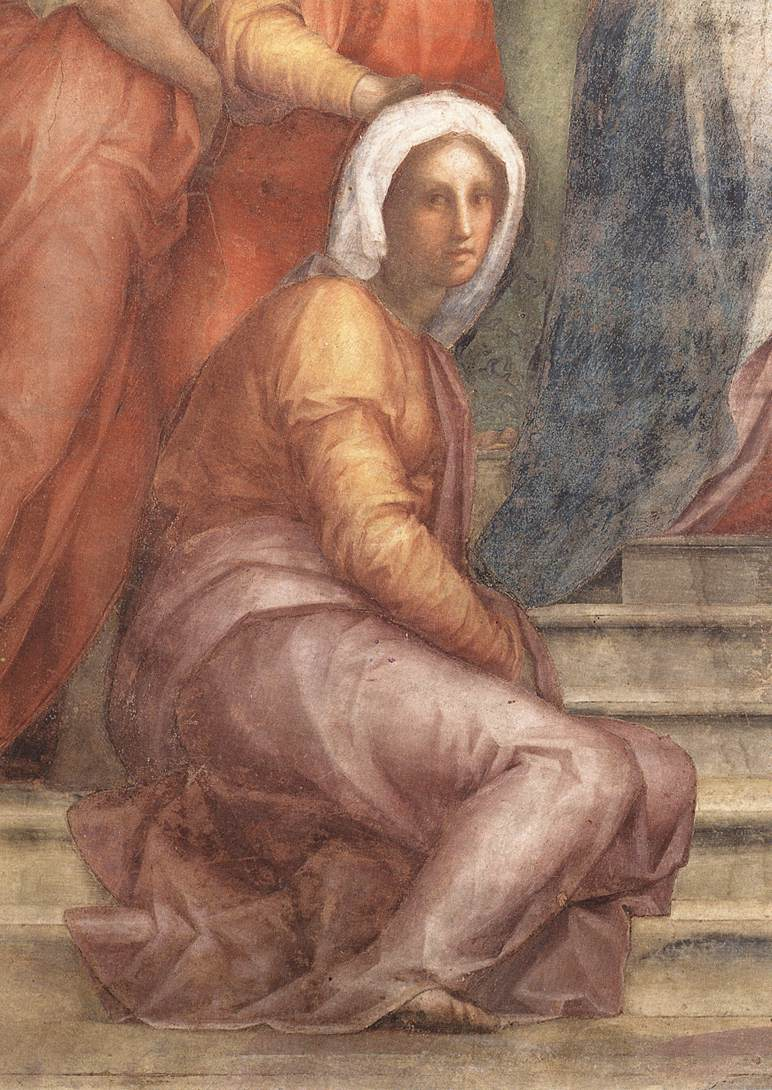
Pontormo, Visitazione, dettaglio

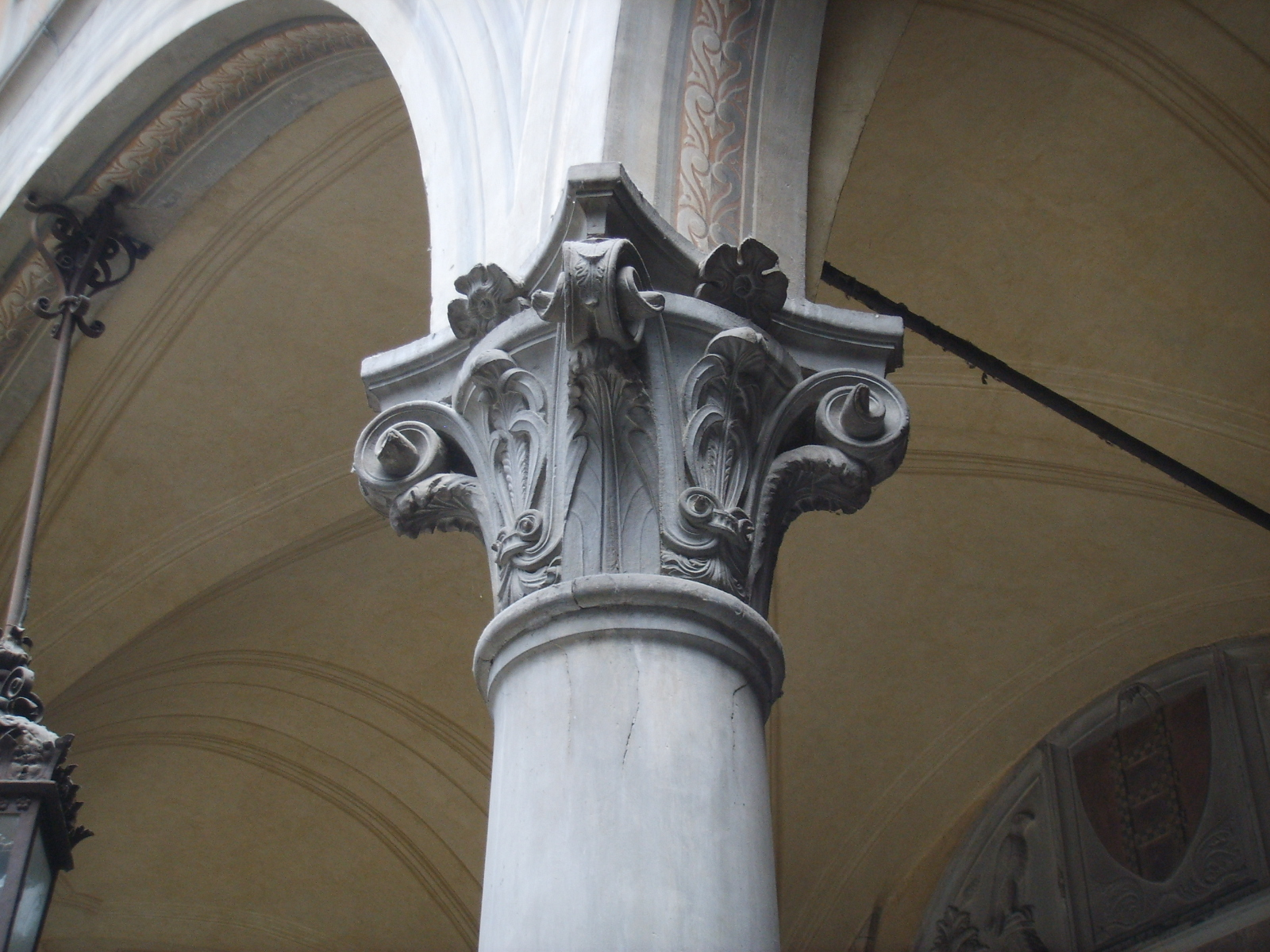
Capitello

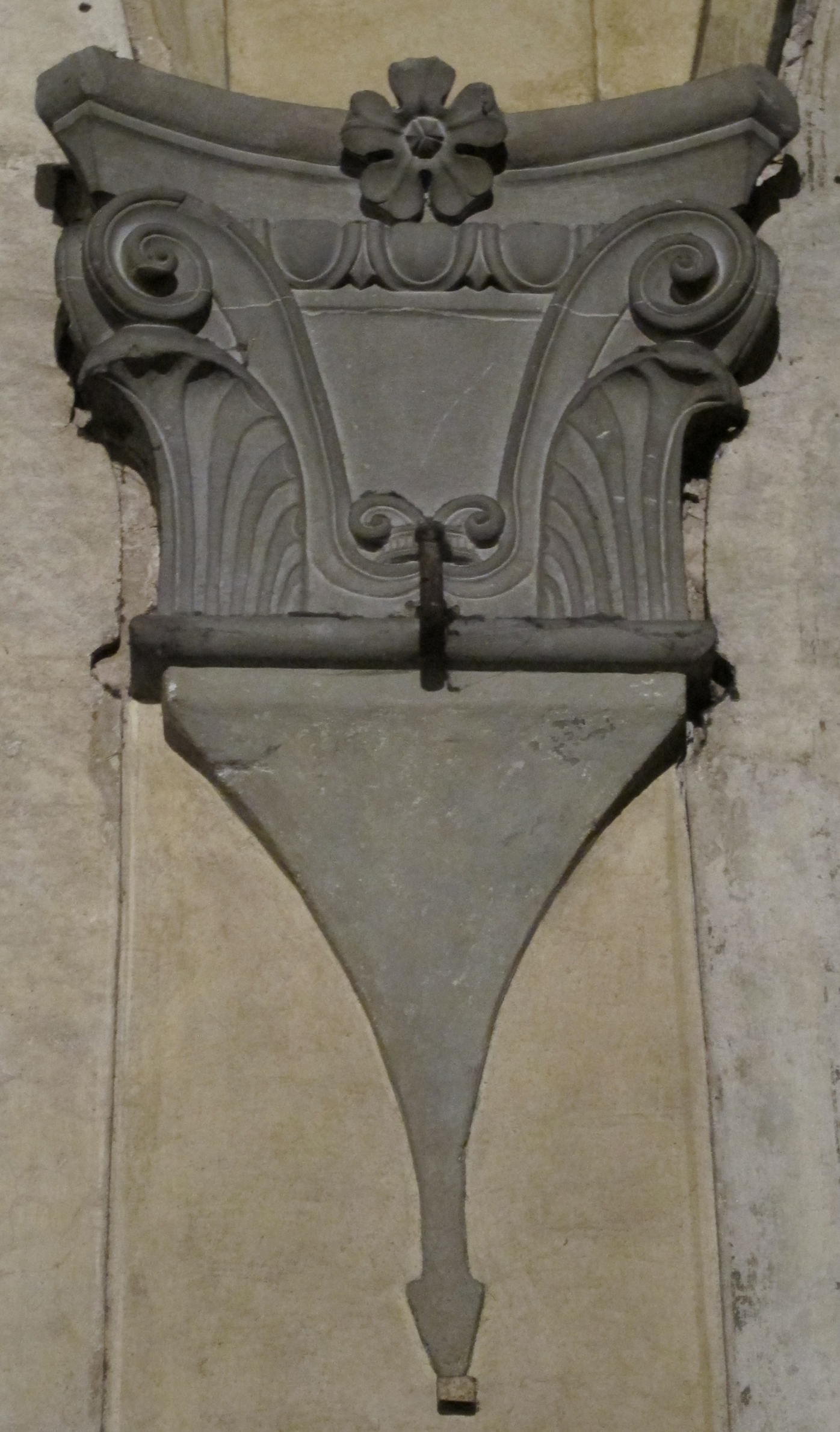
Peduccio

Nelle scene di Maria non è presente l'Annunziazione: tale episodio si trovava infatti nell'affresco miracoloso che diede il nome e la fama al santuario. Gli affreschi nei pennacchi delle volte sono di Chimenti di Lorenzo, del Bechi, del Cinelli e di Andrea di Cosimo.